# ゆうまお
MAYUKO@ゆうまお（マユコ@ゆうまお、1980年2月11日 - ）は、日本の女性シンガーソングライター、作詞家、作曲家。MAYUKO（マユコ）とゆうまおの2つの名義で活動する。東京都出身。国立音楽大学音楽教育学科卒業。所属事務所はワンミュージック。レコード会社はランティスに所属していた。
キーボードソロ弾き語りのシンガーソングライターMAYUKOとしてライブを中心に活動しミニアルバム3作品をリリース、また劇伴の作曲家としてテレビドラマをはじめとしたテレビ番組の音楽を手掛ける。一方で作詞家・作曲家ゆうまおとして主にアニメやゲーム関連の楽曲を提供、歌手としてもシングル「みちしるべ」でランティスからメジャーデビューしてシングル3作品、アルバム2作品をリリース。ゆうまおの芸名は家族会議で決めたもので、優魔王（ゆうまおう＝優しい魔王）から。

## 略歴
幼少期から高校2年生まで多摩っ子バブルスにてピアノ、ダンス、ボーカルを学び、高校1年生の時に小室ファミリーに憧れてシンセサイザー（ヤマハ・QS300）を手に入れ演奏を開始。高校卒業後は国立音楽大学音楽教育学科へ進学する。
大学に在学中の2000年よりキーボードソロの弾き語りアーティストMAYUKOとして音楽活動を開始。定期的にライブ演奏を行い、2001年にはソニーが運営するミュージックサイト「MUSIC CHANCE」において登録された30バンドの中からファンランキング1位を獲得、2003年にはJR主催の「Break Stationオーディション」に合格し東京駅構内でも定期的にライブ演奏を行う。2005年ファースト・ミニアルバム『蒼空』をリリースし、以降は2007年にセカンド・ミニアルバム『あかつき』、2011年にはサード・ミニアルバム『しろくろ』をリリース。
一方で、2002年にゆうまお名義でぴたぴたエンジェル♪A「はぁ〜い!はぁ〜い!はぁ〜い!」の作曲を担当し、作詞・作曲家として活動を開始。アニメソングなど数々のアーティストやアニメ・ゲーム作品へ楽曲を提供している。2006年にはテレビアニメ『かしまし 〜ガール・ミーツ・ガール〜』のEDテーマ「みちしるべ」でランティスより歌手としてメジャーデビュー。同年にゆうまおファーストアルバム『key』を、2008年にゆうまおセカンドアルバム『someday』をリリースした。
また、2008年にはMAYUKO名義でフジテレビ系月9ドラマ『イノセント・ラヴ』の音楽を担当し、劇伴の作曲家としてデビュー。以降もフジテレビ系『風のガーデン』、TBS系『ラブシャッフル』など数々のテレビドラマの音楽を担当する。2010年からは日本テレビ系のニュース番組『news every.』、『Going!Sports&News』をはじめとしたさまざまなテレビ番組の音楽も手掛けている。2013年には『news every.』内にて放送のショートアニメ『みんなだいすきそらジロー』の音楽・歌を担当し、翌2014年にはアルバム『みんなだいすきそらジローのうた』をリリースした。

## MAYUKO名義

### ディスコグラフィ（MAYUKO名義）

#### アルバム（MAYUKO名義）
1. 蒼空
  - 2005年7月7日発売

  1. thank you for..
  2. つぶれたメガホン
  3. 蒼空
  4. 聞こえるよ
  5. ねがい
  6. I'm happy when you're happy
  7. 信号が青に変わって
2. あかつき
  - 2007年2月11日発売

  1. あなたをもっと好きになる（作詞・作曲 / MAYUKO　ストリングスアレンジ / 柏木広樹）
  2. 朝焼けモノレール（作詞・作曲 / MAYUKO　編曲 / 島田昌典）
  3. 冬が深くなるほどに（作詞・作曲 / MAYUKO　編曲 / 島田昌典）
  4. 暁の笑顔（作詞・作曲 / MAYUKO）
  5. 仲なおり（作詞・作曲 / MAYUKO　編曲 / 川嶋可能）
  6. 赤いスカート（作詞・作曲 / MAYUKO　編曲 / スキップカウズ）
  7. オオカミと少女（作詞・作曲 / MAYUKO）
3. しろくろ
  - 2011年2月11日発売

  1. 白黒
  2. コングラチュレーション
  3. カチャリ
  4. 向い合せ
  5. 幸せになろうね
  6. 哀しみFriday
  7. 手紙
4. みんなだいすきそらジローのうた（VAP VPCG-8066）
  - 2014年7月23日発売
  - みんなだいすきそらジローのうた/そらジローのまいにちソング/そらジローえかきうた/そらジローたいそう
  - <劇中BGM11曲> みんなだいすきそらジローはじまるよ/しょんぼりしよんぼり/のほほんそらジロー/たいへんだ!/わくわくきらきら/ちょっといたずら/なんだろな??/いっしょにまなぼう/おうちへかえろう/やってみよう!/おやすみおほしさま

### デジタルブック
- そらジロー うごく!えほん（2015年3月25日発売、iBooks）

### 作品

#### テレビドラマ
2008年
- イノセント・ラヴ（フジテレビ、菅野祐悟と共同）
- 風のガーデン（フジテレビ、神坂享輔と共同）

2009年
- ラブシャッフル（TBS、井筒昭雄・神坂享輔と共同）
- 魔女裁判（フジテレビ、神坂享輔・川嶋可能・告井孝通と共同）
- MR.BRAIN（TBS、菅野祐悟・井筒昭雄・神坂享輔と共同）

2010年
- 闇金ウシジマくん（MBS、神坂享輔・川嶋可能・末廣健一郎と共同）
  - 闇金ウシジマくん Season2（2014年、MBS、末廣健一郎・神坂享輔と共同）
  - 闇金ウシジマくん Season3（2016年、MBS、末廣健一郎と共同）

- 帰ってきたプリンセス（KNTV） - 主題歌 イ・ジェファン「愛しいままで」 作詞

2011年
- 幸せになろうよ（フジテレビ、菅野祐悟・井筒昭雄・末廣健一郎・神坂享輔と共同）
- スイッチガール!!（2011年 - 2012年、フジテレビTWO、末廣健一郎と共同）
  - スイッチガール!! 2（2012年 - 2013年、フジテレビTWO、末廣健一郎と共同）

- 私が恋愛できない理由（フジテレビ、末廣健一郎と共同）

2012年
- 結婚同窓会 〜SEASIDE LOVE〜（フジテレビTWO、末廣健一郎と共同）
- 結婚しない（フジテレビ、末廣健一郎と共同）

2014年
- 私の嫌いな探偵（テレビ朝日、得田真裕と共同）

2015年
- ホテルコンシェルジュ（TBS、末廣健一郎・笹野芽実と共同）
- オトナ女子（フジテレビ、末廣健一郎・眞鍋昭大と共同）
- 世にも奇妙な物語 25周年記念!秋の2週連続SP 映画監督編 「事故物件」（フジテレビ）

2016年
- 早子先生、結婚するって本当ですか?（フジテレビ、眞鍋昭大・末廣健一郎と共同）
- HOPE〜期待ゼロの新入社員〜（フジテレビ、眞鍋昭大と共同）
- 逃げるは恥だが役に立つ（TBS、末廣健一郎と共同）

2017年
- 大貧乏（フジテレビ、末廣健一郎、眞鍋昭大と共同）
- 監獄のお姫さま（TBS、共同〈ワンミュージック名義〉）

2018年
- 海月姫（フジテレビ、末廣健一郎と共同）
- チア☆ダン（TBS、末廣健一郎と共同）

2019年
- メゾン・ド・ポリス（TBS、末廣健一郎と共同）
- G線上のあなたと私（TBS、末廣健一郎と共同）

2020年
- 私の家政夫ナギサさん（TBS、末廣健一郎と共同）

2021年
- 逃げるは恥だが役に立つ ガンバレ人類! 新春スペシャル!!（TBS、末廣健一郎と共同）
- 婚姻届に判を捺しただけですが（TBS、末廣健一郎と共同）

2022年
- おいハンサム!!（東海テレビ・フジテレビ、眞鍋昭大、宗形勇輝と共同）
- よだれもん家族（テレビ東京）
- 最初はパー（テレビ朝日、末廣健一郎と共同）

2023年
- しょうもない僕らの恋愛論（読売テレビ・日本テレビ）
- 真夏のシンデレラ（フジテレビ、末廣健一郎と共同）
- あたりのキッチン!（東海テレビ・フジテレビ、眞鍋昭大と共同）

2024年
- 不適切にもほどがある!（TBS、末廣健一郎、宗形勇輝と共同、第9話にはカメオ出演もした）
- くるり〜誰が私と恋をした?〜（TBS、末廣健一郎と共同）

2025年
- 地獄の果てまで連れていく（TBS）

#### Webドラマ
- ブリザード（2011年、BeeTV、末廣健一郎・神坂享輔と共同）
- 金魚妻（2022年、Netflix、末廣健一郎・宗形勇輝・植田能平と共同）

#### テレビアニメ
2018年
- ミイラの飼い方（末廣健一郎と共同）
- はたらく細胞（末廣健一郎と共同）

2021年
- はたらく細胞!!（末廣健一郎と共同）
- 王様ランキング

2023年
- 豚のレバーは加熱しろ（末廣健一郎と共同）

2024年
- かつて魔法少女と悪は敵対していた。

#### テレビ番組
- news every.（2010年 - 、日本テレビ） - 音楽（井筒昭雄と共同）
- Going!Sports&News（2010年 - 、日本テレビ） - 音楽
- ママモコモてれび（2012年 - 、日本テレビ） - 音楽
- LONDON HEAT〜ロンドン熱視線〜（2012年、日本テレビ） - 音楽
- サッカーアース（2013年 - 、日本テレビ） - アジアチャンピオンズリーグオープニングテーマ作曲
- すてきにハンドメイド（2013年 - 、NHK Eテレ） - オープニングテーマ、音楽（末廣健一郎と共同）
- きょうの料理（2013年 - 、NHK Eテレ） - 音楽提供
- ニュースウオッチ9（2013年 - 2015年、NHK総合） - オープニングテーマ、音楽
- 深層NEWS（2013年 - 、BS日テレ） 音楽
- みんなだいすきそらジロー（2013年 - 、日本テレビ） - 音楽
- きょうの健康（2015年 - 、NHK） - 音楽
- スッキリ（2017年10月 - 、日本テレビ） - 音楽
- ズームイン!!サタデー（2017年10月 - 、日本テレビ） - 「スナックモッチーのテーマsong」作曲

#### 映画
- 闇金ウシジマくん（2012年8月25日公開、末廣健一郎・神坂享輔・川嶋可能と共同）
- 闇金ウシジマくん Part2（2014年5月16日公開、末廣健一郎・神坂享輔と共同）
- 闇金ウシジマくん Part3（2016年9月22日公開、眞鍋昭大・末廣健一郎と共同）
- 闇金ウシジマくん the final（2016年10月22日公開、眞鍋昭大・末廣健一郎と共同）

#### 舞台
- JOHNNYS' World（2015年12月 - 2016年1月、帝国劇場） - 音楽提供

#### CM
- パナソニック 企業CM 「子どもたちに、希望の桜とメッセージを贈ろう。」（2012年） - 作詞
- JKK東京 企業CM 「ずっとホッとTOKYO』」（2013年） - 歌・作詞・作編曲

### 出演（MAYUKO名義）

#### テレビ（MAYUKO名義）
- 爆音!てっぺんリーグ（1999年 - 2000年、日本テレビ）

## ゆうまお名義

### ディスコグラフィ（ゆうまお名義）

#### シングル（ゆうまお名義）
|     | 発売日        | タイトル             | 規格品番  |
| --- | ------------- | -------------------- | --------- |
| 1st | 2006年1月25日 | みちしるべ           | LACM-4240 |
| 2nd | 2006年11月8日 | スイートホームソング | LACM-4314 |
| 3rd | 2007年11月7日 | クラブハウスサンド   | LACM-4429 |

#### アルバム（ゆうまお名義）
1. key
  - 2006年7月5日発売、LACA-5532

  1. key
  2. みちしるべ
    - テレビアニメ『かしまし 〜ガール・ミーツ・ガール〜』エンディング

  3. コンパス 〜笑顔の行方〜
    - テレビアニメ『かしまし 〜ガール・ミーツ・ガール〜』第９話挿入歌

  4. 君のもとへ
  5. TAKE OUT!!
  6. ソングライダー
  7. マグカップ
  8. うん
  9. 思い出が欲しかった
    - テレビアニメ『おねがい☆ツインズ』イメージソング

  10. キミのためにできること
    - テレビアニメ『かしまし 〜ガール・ミーツ・ガール〜』グランドエンディング主題歌

  11. 鍵盤より愛をこめて
2. someday
  - 2008年2月14日発売、LACA-5740

  1. クラブハウスサンド
    - テレビアニメ『げんしけん２』エンディング

  2. Mr.ロンリーガール
  3. 答案用紙
  4. ジンジャーエール
  5. ノウティス
  6. 蒼空にくちづけたら
    - テレビアニメ『sola』イメージソング

  7. Black cat on the piano
  8. 戻れない証拠
  9. スイートホームソング
    - テレビアニメ『あさっての方向。』エンディング

  10. a direction of the day after tomorrow
    - テレビアニメ『あさっての方向。』イメージソング

  11. someday
  12. fine（instrumental）

### 楽曲提供

#### アニメ
- D.C. 〜ダ・カーポ〜
  - 作詞・作曲
    - 心配かけてゴメンね?
    - スローペースな幸せ
    - ぴったんこ☆
    - リトル☆ハピネス
    - Like a rabbit
    - アイ・ウィル!
    - GOOD DAY
- D.C.II 〜ダ・カーポII〜
  - 作詞
    - Rainbow Banana
    - シーッ!Secret Mind
    - 綺麗な記憶
    - 放課後、音楽室で
    - Perfect affection
- ギャラクシーエンジェル
  - 作詞・作曲
    - Wake me UP!
    - どぅびどぅび♪シークレット
    - おうちへ帰ろう
    - 笑顔にGet on!
    - LOVE FROM SPACE
    - アテンション
    - オンナ同士
    - 瞳にユートピア
    - くっくー♪
    - エンジェル!LOVE!
    - 勇気をちょーだい
    - 涙色ノンフィクション
    - ミラクルガール☆エンジェル隊
    - 雪待ち人

  - 作詞
    - カラフル銀河
    - パワフル銀河
    - ピースフル銀河
    - サンデー・ホリデー
    - 6番目の天使 〜CHITOSE〜
    - Let me fly away
    - FINAL FLIGHT
    - 思い出クリスマス
    - Smile of snowflakes
    - 着ぐるみランデブー
    - 羽根を休める天使たち

  - 作曲
    - ぱんぷきん・プリンセス
- おねがい☆ツインズ
  - 作詞・作曲
    - Magic Night
- D.C.S.S. 〜ダ・カーポ セカンドシーズン〜
  - 作詞
    - 乙女の涙
    - 得意科目はLOVE!
    - 優しさ一滴
    - パレード
    - チビ鉛筆

  - 作詞・作曲
    - しやわせサンデーカップ
- かしまし 〜ガール・ミーツ・ガール〜
  - 作詞・作曲
    - コンパス 〜笑顔の行方〜

  - 作詞
    - 花笑みとかすみ草
- 姫様ご用心
  - 作詞・作曲
    - カルーアミルクのお風呂に入りたい
    - 美少女戦士キューピーマミー
- あさっての方向。
  - 作詞
    - 大切だから玉子やき
    - 夏空スイートペイン

  - 作詞・作曲
    - すり傷と夕焼け
    - 戻れない証拠
- ケータイ少女
  - 作詞・作曲
    - あした。
- ひだまりスケッチ
  - 作詞・作曲
    - はーい!チャンスちゃん
- キミキス pure rouge
  - 作詞
    - おいしいショータイム
    - フェアプレイ宣言
- はたらく細胞
  - 作詞・作曲
    - ミッション！健・康・第・イチ

#### ゲーム
- SAKURA 〜雪月華〜
  - 作曲
    - SAKURA...舞い散る空へ
- D.C.P.S. 〜ダ・カーポ〜 プラスシチュエーション
  - 作詞・作曲
    - Home Sweet Home
    - ときめきエブリデイ
    - Shiny day

  - 作詞
    - あいあいプロテクト
    - サクラ色の笑顔
    - 葉桜の下
    - Moonlight Stroll
    - 願いの先へ
- D.C.II P.S. 〜ダ・カーポII〜 プラスシチュエーション
  - 作詞
    - さよならの向こう側で
    - 1sec.
- 最終試験くじら
  - 作詞・作曲
    - 飛べない鳥

  - 作詞
    - ウシロスガタ
    - モンタージュ
    - 明日の声
    - Fearless
- ギャラクシーエンジェルII
  - 作詞・作曲
    - おんなじねがい
    - イタズラidentity
    - Great Healer
    - Party's Party
    - ファンタスティックしましょ♪
    - ライムライト

  - 作詞
    - 涙の刃
    - 魅力のシンメトリー
    - kiss on the cheek
    - かなしみ流星群
    - イザヨイ正義
    - グレイゾーンを打ち抜いて

#### 声優
- 伊藤静
  - 作詞・作曲
    - いいでしょ
    - リフレイン

  - 作詞
    - やさしい両手
    - ラストオーダー
    - Happy Ending
    - あいことば
- 新谷良子
  - 作詞・作曲
    - まったりな昼下がり
    - ランチBOX
    - 君のもとへ
    - HAPPY END
    - こうすっとゴースト 〜おばけちゃんえかきうた〜

  - 作詞
    - ルーフトップ
    - わすれないよ
    - ReunionS
- みっくすJUICE
  - 作詞・作曲
    - カンパイ!旅立ちの日
- 中原麻衣
  - 作詞・作曲
    - その気になって
    - 君に会いたくて
    - 好きなひとの嫌いなとこ
    - マグカップ
    - ひとやすみこいやすみ
    - 木の葉日和
    - ラストボーイフレンド
    - タイムラグ

  - 作詞
    - selfish girl

  - 作曲
    - 記憶レコード

  - 作詞・作曲・歌
    - Party!
- 水樹奈々
  - 作詞
    - Tears' Night
    - ファーストカレンダー
    - Brand New Tops
    - Song Communication
    - SCOOP SCOPE
    - 時空サファイア
    - LINKAGE
- 茅原実里
  - 作詞・作曲
    - jellybeans
    - 傘の下

  - 作詞
    - 粉雪 〜long distance〜
- 鈴村健一
  - 作曲
    - VALUE
    - ジュブナイル
- 小野大輔
  - 作詞
    - ノスタルジア

  - 作詞・作曲
    - シアワセナリス
    - Sunday in the rain
- 野川さくら
  - 作詞・作曲
    - CHANT!!

#### 特撮
- 特捜戦隊デカレンジャー
  - 作曲
    - girls in trouble! DEKARANGER

#### 歌手
- キグルミ
  - 訳詞
    - ダンシング・シスター
- Suara
  - 作曲
    - つよがりの行方

#### 企画
- 鉄道むすめ
  - 作詞
    - ドリームスペーシア
    - 湯けむり慕情
    - シアわせア・テ・ン・ド
    - ロマンス105%
    - strawberry story
    - くるくるコメット

  - 作詞・作曲
    - トレインtoトレイン
    - しおさいシュンフォニア
    - デキたてすまいる
    - POLICE 24
    - スマイルループ
    - ゆられてミーナ
- ラーメン天使プリティメンマ
  - 作詞
    - プリティメンマでちゅるちゅるりん

### 出演（ゆうまお名義）

#### テレビ（ゆうまお名義）
- 大進撃放送BONZO!（「ゆうまおのけんばん娘」不定期出演、2008年、TOKYO MX）

#### ラジオ（ゆうまお名義）
- 中原麻衣・ゆうまおの@ミニシアター（不定期）